# حمورابي
حمورابي (بالاكدية𒄩𒄠𒈬𒊏𒁉 ː، تُلفَظ أمورابي وتَعني المُعتَلي) هو سادِس مُلوك السُلالة البابلية الأولى وأول مُلوك الإمبراطورية البابلية، دامَ سُلطانه قرابة 42 عاماً بين 1792 - 1750 قَبلَ الميلاد. من أصل أموري، ورثَ الحُكم منْ والده سين موباليط الذي تنازلَ عن العَرش بسبب تَدَهور صحته. عِندَما أستَلمَ دَفة الحُكم كانت منطقة بلاد الرافدين عِبارة عَن دويلات منقسمة تتنازع السلطة فيما بينها، خلال فترة حكمه، غزا عيلام ولارسا وإشنونا وماري، وأطاح بإشمي داغان الأول، مَلك آشور، وأجبرَ ابنه موت أشكور على دَفع الجِزية، مكوناً بذلكَ إمبراطورية ضَمت كل منَ العِراق ومُدن بلاد الشام حتى سَواحل البَحر المُتوسط ومَملكة عيلام ومناطق أخرى.
اشتهر حمورابي بإصداره مَسَلته المَشهورة، المنحوتة من حجر الديوريت الأسود والمحفوظة اليوم في متحف اللوفر. على عكس القوانين السومري السابقة، مثل قانون أور نامو، الذي ركز على تعويض ضحية الجريمة، كان قانون حمورابي من أوائل القوانين التي تركز بشكل أكبر على العقوبة الجسدية لمُرتكبها. نصت على عقوبات محددة لكل جريمة وهي من بين القوانين الأولى التي تثبت افتراض البراءة. على الرغم من أن عقوباتها قاسية للغاية وفقًا للمعايير الحديثة، إلا أنها كانت تهدف إلى الحد مما يُسمح للشخص المظلوم بفعله كعقاب.
تحتوي المَسلة على 282 مادة تعالج مختلف شؤون الحياة الاقتصادية والاجتماعية على جانب كبير من الدقة لواجبات الافراد وحقوقهم في المجتمع، كل حسب وظيفته ومسؤوليته ويشتمل قانون حمورابي الذي صدر في السنوات الأخيرة من عهده قمة ما وصلت إليه وحدة البلاد السياسية والحضارية حيث طبق القانون على جميع المدن والأقاليم التي ضمتها الدولة البابلية وضم القانون مختلف القواعد والأحكام القانونية كمبدأ التعويض ومبدأ القصاص ومبدأ عدم جواز التعسف باستعمال الحق الفردي ومبدأ القوة القاهرة وكان يتم تعديل بعض القوانين وإضافة القواعد التي تتطلبها المرحلة الجديدة التي تمر بها الإمبراطورية.
قام حمورابي باتباع سياسة مركزية تعتمد على سلطته دون أي تدخل من قبل الكهنة وكانت الإمبراطورية تدار من قبل الحكام الذين يعينهم في المدن والأقاليم المختلفة وكان كل حاكم مسؤول عن إدارة شؤون إقليمه بصورة عامة وتتركز واجباته في حفظ الأمن والاستقرار والإشراف على تنفيذ المشاريع العامة والمحافظة على أمن وسلامة طرق المواصلات إضافة إلى مسؤوليته المباشرة عن إدارة المقاطعات والأراضي الملكية وكان حمورابي على اتصال دائم بحكام أقاليمه وموظفيها يوجههم ويبعث إليهم بالتعليمات التفصيلية في مختلف القضايا كبيرها وصغيرها ويستدل من مجموعة الرسائل الملكية الكثيرة التي أرسلها إلى حكامه ولا سيما إلى حاكم مدينة لارسا.
بعد وفاة حمورابي تولى الحكم خمسة ملوك آخرهم «سامسو ديتانا» الذي هاجم الحيثيون البلاد في زمنه في عام 1594 ق. م فاحتلوها، ودَمروا العاصمة ونهبوا كنوزها ثُمَ عادو إلى جبال طوروس. حتى بَعَد انهيار الإمبراطورية التي بَناها، كان حمورابي لا يزال يُعتَبر مثال يُحتذى به في الحُكمْ، وادعى العَديد من المِلوك في الشرق الأدنى أنهم من سَلفه. أعاد عُلماء الآثار اكتشاف حمورابي في أواخر القرن التاسع عشر، ومنذ ذلك الحين يُنظر إليه على أنه شخصية مهمة في تاريخ تَكوين القانون.

## حُكمَه وفُتوحاتَه

خريطة توضح أراضي الإمبراطورية البابلية عند أستلام حمورابي دَفة الحُكم في عام 1792 ق م، مقارنة مع أراضي الإمبراطورية عند وفاته في 1750 ق م.

كانَ حمورابي سادِس مُلوك السُلالة البابلية الأولى، ورث السلطة عن والده، سين موباليط، في عام 1792 ق م. كانت بابل واحدة من دول المدن العديدة التي يحكمها الأموريون والتي انتشرت في سهول بلاد ما بين النهرين الوسطى والجنوبية وشنت حربًا على بعضها البعض للسيطرة على الأراضي الزراعية الخصبة. على الرغم من تعايش العديد من الثقافات في بلاد ما بين النهرين، إلا أن الثقافة البابلية اكتسبت درجة من الأهمية بين الطبقات المتعلمة في جميع أنحاء الشرق الأوسط تحت حكم حمورابي. أسس الملوك الذين جاءوا قبل حمورابي دولة مَدنية صغيرة نسبيًا في عام 1894 قبل الميلاد، والتي كانت تسيطر على أراضي صغيرة خارج المدينة نفسها. طغت على بابل ممالك أقدم وأكبر وأكثر قوة مثل عيلام وآشور وإيسين وإشنونا ولارسا لمدة قرن أو نحو ذلك بعد تأسيسها. ومع ذلك، كان والده سين موباليط قد بدأ في ترسيخ حكم منطقة صغيرة من جنوب وسط بلاد ما بين النهرين تحت الهيمنة البابلية، وبحلول وقت حكمه، كان قد غزا ولايات المدن الصغيرة بورسيبا وكيش وسيبار.
وهكذا صعد حمورابي إلى العرش كملك لمملكة ثانوية في خضم وضع جيوسياسي مُعقد. سيطرت مملكة إشنونا القوية على أعالي نهر دجلة بينما سيطرت لارسا على دلتا النهر. إلى الشرق من بلاد ما بين النهرين تقع مملكة عيلام القوية، التي غزت بانتظام وفرضت الجزية على الدول الصغيرة في جنوب بلاد ما بين النهرين. في شمال بلاد ما بين النهرين، قام الملك الآشوري شمشي آداد الأول، والذي قَد ورث بالفعل مستعمرات آشورية عمرها قرون مِن الزَمن في آسيا الصغرى، بتوسيع أراضيه إلى بلاد الشام ووسط بلاد ما بين النهرين،  على الرغم من أن موته المبكر سيؤدي إلى تَقسيم إمبراطوريته إلى حد ما.
كانت السنوات القليلة الأولى من حكم حمورابي هادئة تمامًا. استخدم حمورابي سلطته للقيام بسلسلة من الأشغال العامة، بما في ذلك رفع أسوار المدينة لأغراض دفاعية، وتوسيع المعابد. في عام 1701 قبل الميلاد، غزت مملكة عيلام القوية، التي امتدت أراضيها على طرق تجارية مهمة عبر جبال زاغروس، سهل بلاد ما بين النهرين. مع حلفاء من دول السهل، هاجمت عيلام ودمرت مملكة إشنونا، ودمرت عددًا من المدن وفرضت سيطرتها على أجزاء من السهل لأول مرة.
من أجل تعزيز موقفها، حاولت عيلام بدء حرب بين مملكة حمورابي البابلية ومملكة لارسا. تحالف حمورابي مع ملك لارسا عندما اكتشفوا هذه الازدواجية وتمكنا من سحق العيلاميين، على الرغم من أن لارسا لم تُساهم بشكل كبير في الجهد العسكري. غاضبًا من فشل لارسا في مساعدته، قام حمورابي بغزو تلك القوة الجنوبية، وبالتالي اكتسب السيطرة على كامل سهل بلاد ما بين النهرين بحلول 1763 ق م.
تَمَت مُساعدة حمورابي خلال الحرب في الجنوب من قبل حلفائه من الشمال مثل مملكة يمحاض ومملكة ماري، أدى غياب الجنود في الشمال إلى حدوث مَجموعة من الاضطرابات. استمرارًا في توسعه، حول حمورابي انتباهه شمالًا، مما أدى إلى تضخم الاضطرابات وبعد وقت قصير من سحق مملكة إشنونا. بعد ذلك غزت الجيوش البابلية الولايات الشمالية المتبقية، بما في ذلك حليف بابل السابق مملكة ماري، على الرغم من أنه من الممكن أن يكون غزو مملكة ماري بمثابة استسلام دون أي صراع فعلي.
دَخلَ حمورابي في حرب طويلة مع مَلك اشور إشمي داغان الأول للسيطرة على بلاد ما بين النهرين، حيث عقد كلا الملكين تحالفات مع دول صغيرة من أجل الحصول على اليد العليا. في النهاية انتصر حمورابي وأطاح بإيشمي داغان قبل وفاته. أُجبر موت أشكور، ملك آشور الجديد، على تكريم حمورابي.
في غضون سنوات قليلة، نجح حمورابي في توحيد كل بلاد ما بين النهرين تحت حكمه. نَجت المملكة الآشورية مِن هذا الغَزو ولكنها اضطرت إلى دفع الجزية خلال فترة حكمه، وفي دول المدن الكبرى في المنطقة، حافظت حلب وقطنا على استقلالها في غرب بلاد الشام. ومع ذلك، تم العثور على شاهدة واحدة لحمورابي في أقصى الشمال حتى ديار بكر، حيث أطلقَ عليه لقب «ملك الأموريين».
تم اكتشاف عدد كبير من الألواح الطينية، التي تعود إلى عهود حمورابي وخلفائه، بالإضافة إلى 55 من رسائله الخاصة. تعطي هذه الرسائل لمحة عن المحاكمات اليومية لحكم إمبراطورية، من التعامل مع الفيضانات وإلزام التغييرات إلى التقويم، إلى رعاية قطعان الماشية الضخمة في بابل. توفي حمورابي وسلم مقاليد الإمبراطورية لابنه سامسو إيلونا عام 1750 قبل الميلاد، والَذي في ظل حكمها بدأت الإمبراطورية البابلية في الانهيار بسرعة.

## مدونة القوانين

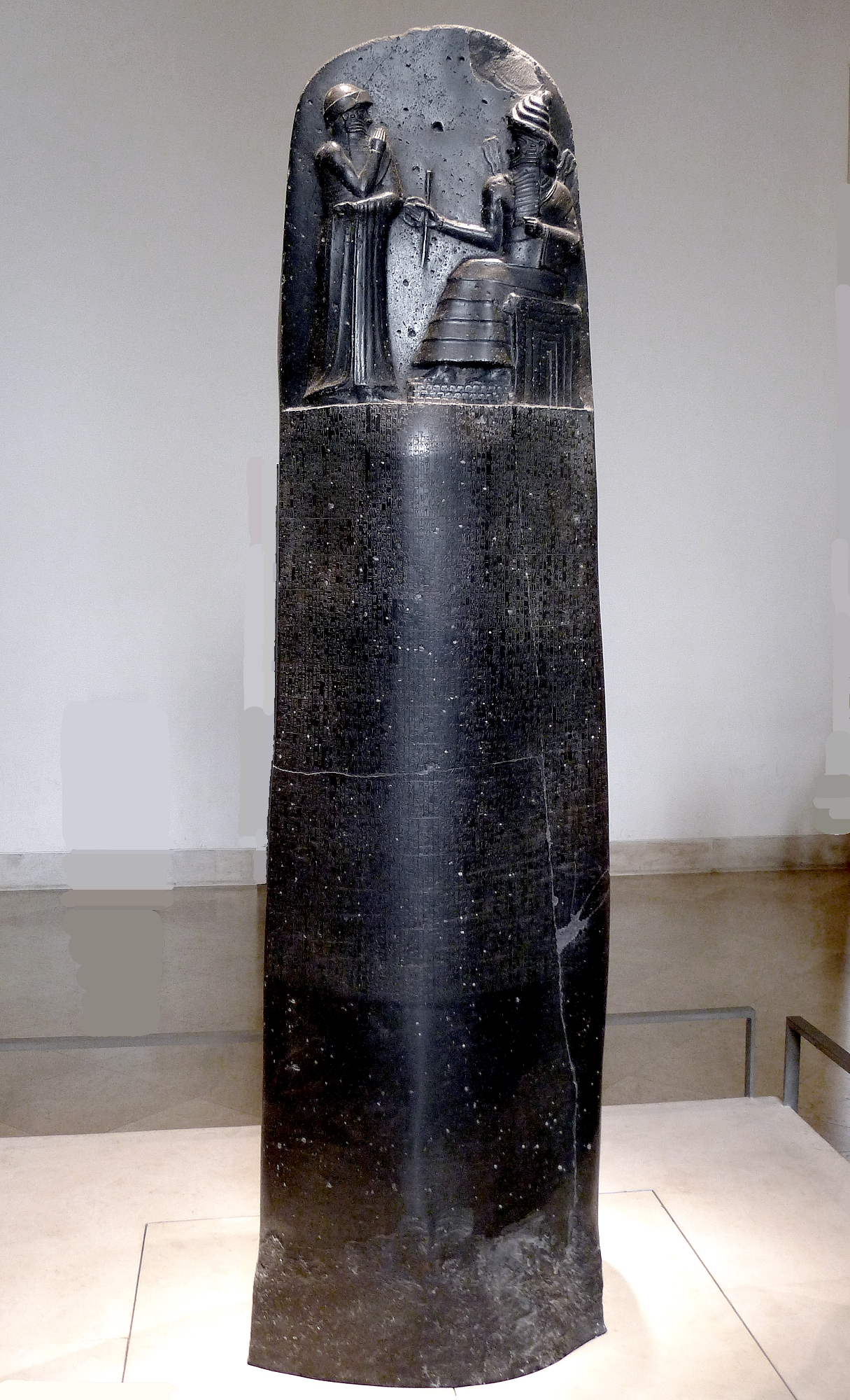
شريعة حمورابي، متحف اللوفر.

إن شريعة حمورابي ليس أقدم قانون باقٍ؛  سبقه قانون أورنمو، قانون إشنونا، وشفرة لبت عشتار. ومع ذلك، فإن شريعة حمورابي تَظهر اختلافات ملحوظة عن هذه القوانين السابقة وأثبتت في النهاية أنها أكثر تأثيرًا.
نُقِشت شريعة حمورابي على مسلة ووضعت في مكان عام حتى يتمكن الجميع من رؤيتها، على الرغم من أنه يعتقد أن القليل منهم يعرفون القراءة والكتابة. نهب العيلاميون الشاهدة فيما بعد ونقلوها إلى عاصمتهم، سوزا؛ أعيد اكتشافه هناك عام 1901 في إيران وهي الآن في متحف اللوفر في باريس. يحتوي قانون حمورابي على 282 قانونًا كتبها الكتبة على 12 لوحًا. على عكس القوانين السابقة، تمت كتابتها باللغة الأكادية، اللغة اليومية لبابل، وبالتالي يمكن قراءتها من قبل أي شخص متعلم في المدينة. كانت القوانين السومرية السابقة تركز على تعويض ضحية الجريمة،  لكن قانون حمورابي ركز بدلاً من ذلك على معاقبة الجاني جسديًا. كان قانون حمورابي من أوائل القوانين التي تفرض قيودًا على ما يُسمح للشخص المظلوم بفعله كعِقاب.
هيكل القانون محدد للغاية، حيث تتلقى كل جريمة عقوبة محددة. تميل العقوبات إلى أن تكون قاسية جدًا وفقًا للمعايير الحديثة، حيث أدت العديد من الجرائم إلى الموت أو التشويه أو استخدام فلسفة «العين بالعين والسن بالسن». يعد القانون أيضًا أحد أقدم الأمثلة على فكرة افتراض البراءة، ويشير أيضًا إلى أن المُتهم لديه الفرصة لتقديم الأدلة. ومع ذلك، لا يوجد نص لظروف مخففة لتغيير العقوبة المُقررة.
نُقشَ أعلى الشاهدة حمورابي وهو يستلم القوانين من شمش، إله العدل البابلي،  وتذكر المقدمة أن شمش اختار حمورابي لجلب القوانين إلى الناس. تشير أوجه التشابه بين هذه الرواية ورواية إعطاء الرب لموسى في قانون العهد على قمة جبل سيناء في سفر الخروج التوراتي والتشابه بين هذين القانونين إلى سلف مشترك في الخلفية السامية للإثنين. يجادل ديفيد ب. رايت بأن قانون العهد اليهودي «يعتمد بشكل مباشر، في المقام الأول، في جميع أنحائه» على قوانين حمورابي. في عام 2010، اكتشف فريق من علماء الآثار من الجامعة العبرية لوحًا مسماريًا يرجع تاريخه إلى القرن الثامن عشر أو السابع عشر قبل الميلاد في حاصور في إسرائيل يحتوي على قوانين مشتقة بوضوح من قانون حمورابي.

## أرثه

### ذكرى وفاته

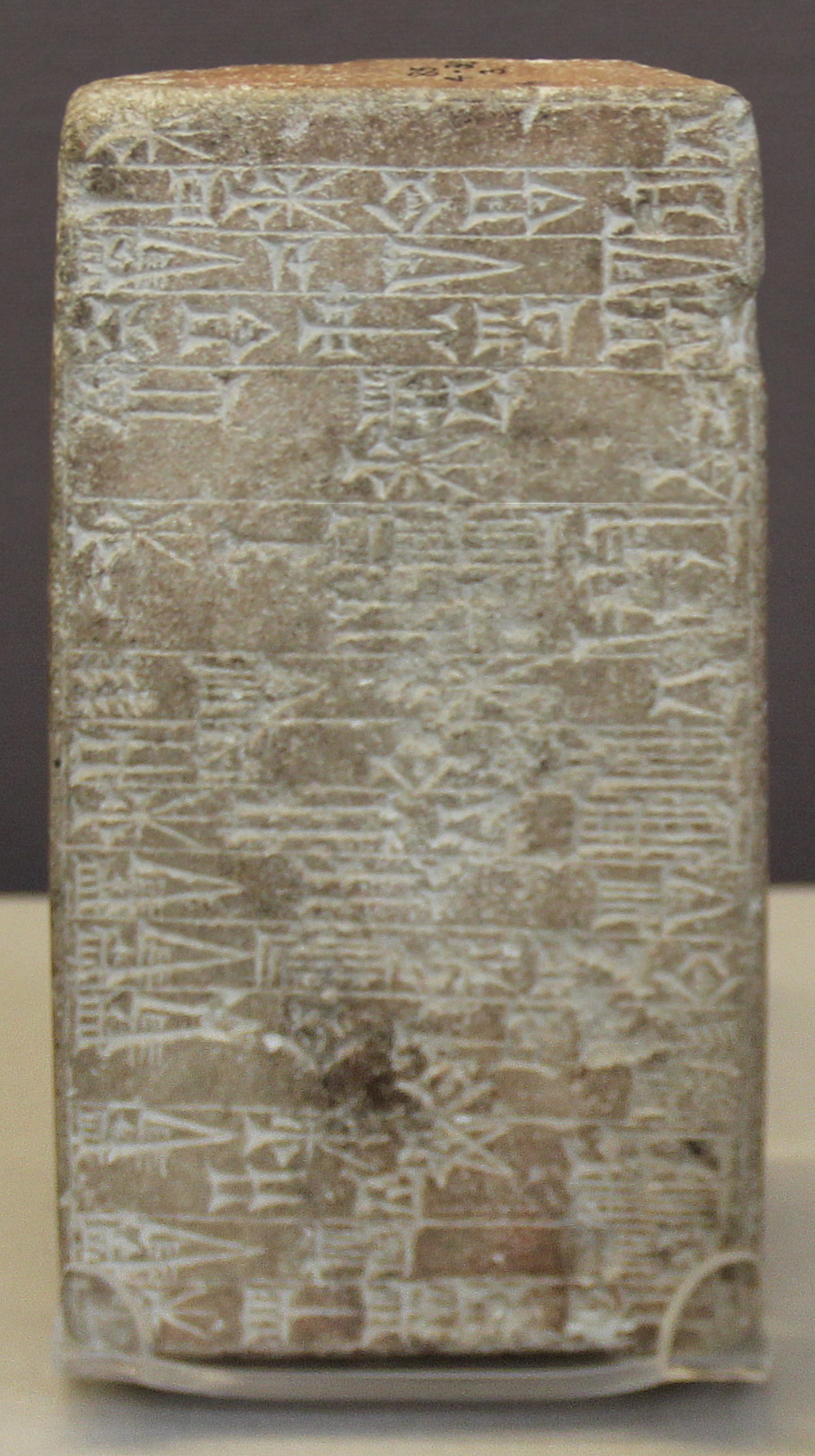
تَرنيمة بابلية تُمَجد حمورابي.

تم تكريم حمورابي فوق كل الملوك الآخرين في الألفية الثانية قبل الميلاد  ونال شرفًا فريدًا بإعلانه إلهًا في حياته.  أصبح الاسم الشخصي «حمورابي إلي» الذي يعني «حمورابي إلهي» شائعًا خلال فترة حكمه وبعدها. في كتابات بعد وقت قصير من وفاته، تم إحياء ذكرى حمورابي بشكل أساسي لثلاثة إنجازات: تحقيق النصر في الحرب، وإحلال السلام، وتحقيق العدالة.  اعتبرت فتوحات حمورابي جزءًا من مهمة مقدسة لنشر الحضارة في جميع الأمم.  شاهدة من أور تمجده بصيغة المُتَكلم كحاكم جبار يجبر الشر على الخضوع ويجبر جميع الشعوب على عبادة مردوخ.  تقول الشاهدة: «أهل عيلام وجوتيوم وسوبارتو وتوكريش، مَع جبالهم البعيدة ولغاتهم الغامضة، وضعتهم في يد مردوخ. لقد واصلت بنفسي تصحيح أذهانهم المشوشة.» ترنيمة لاحقة مكتوبة أيضًا بصيغة المُتَكلم تُمَجده كقوة خارقة للطبيعة من أجل مردوخ: 
أنا المَلك، الدعِامة التي تُمسك الظالمين، التي تَجمَع الناس بِعَقلاً واحد،
أنا التنين العَظيم بينَ المُلوك، الذي يَرمي مَشورَتهم في حالة الفَوضى،
أنا الشَبكة المُمتدة على العَدو،
أنا المُلهم بالخُوف، الذي عِندما يَرفع عَينيه الشَرِسَتين، يَحكُم على العاصي بالإعدامْ،
أنا الشَبكة الكُبرى التي تُغطي النَوايا السَيئة،
أنا الأسد الشاب الذي يُمَزق الشِباك والنَترات،
أنا شَبكة المَعركة التي تُمسك بمن يُسيء إليها.

أنا حمورابي، مَلك العَدل. 
في التَداوين اللاحقة، طَغت سُمعَت حمورابي كمُشرع عظيم للقَواني على إنجازاته الأخرى. أصبح عهد حمورابي نقطة مرجعية لجميع الأحداث في الماضي البعيد. ترنيمة للإلهة عشتار، والتي توحي لغتها بأنها كتبت في عهد أمي صادوقا، الخليفة الرابع لحمورابي، تقول: «الملك الذي سمع هذه الأغنية لأول مرة كأغنية لبطولتك هو حمورابي. هذه الأغنية لك كانت مؤلفة في عهده. أتمنى أن تَنال الحياة الخالدة!»  لقرون بعد وفاته، استمر الكتبة في نسخ قوانين حمورابي كجزء من تدريباتهم الكتابية، بل إنها تُرجمت جزئيًا إلى السومرية. 

### أرثه السياسي

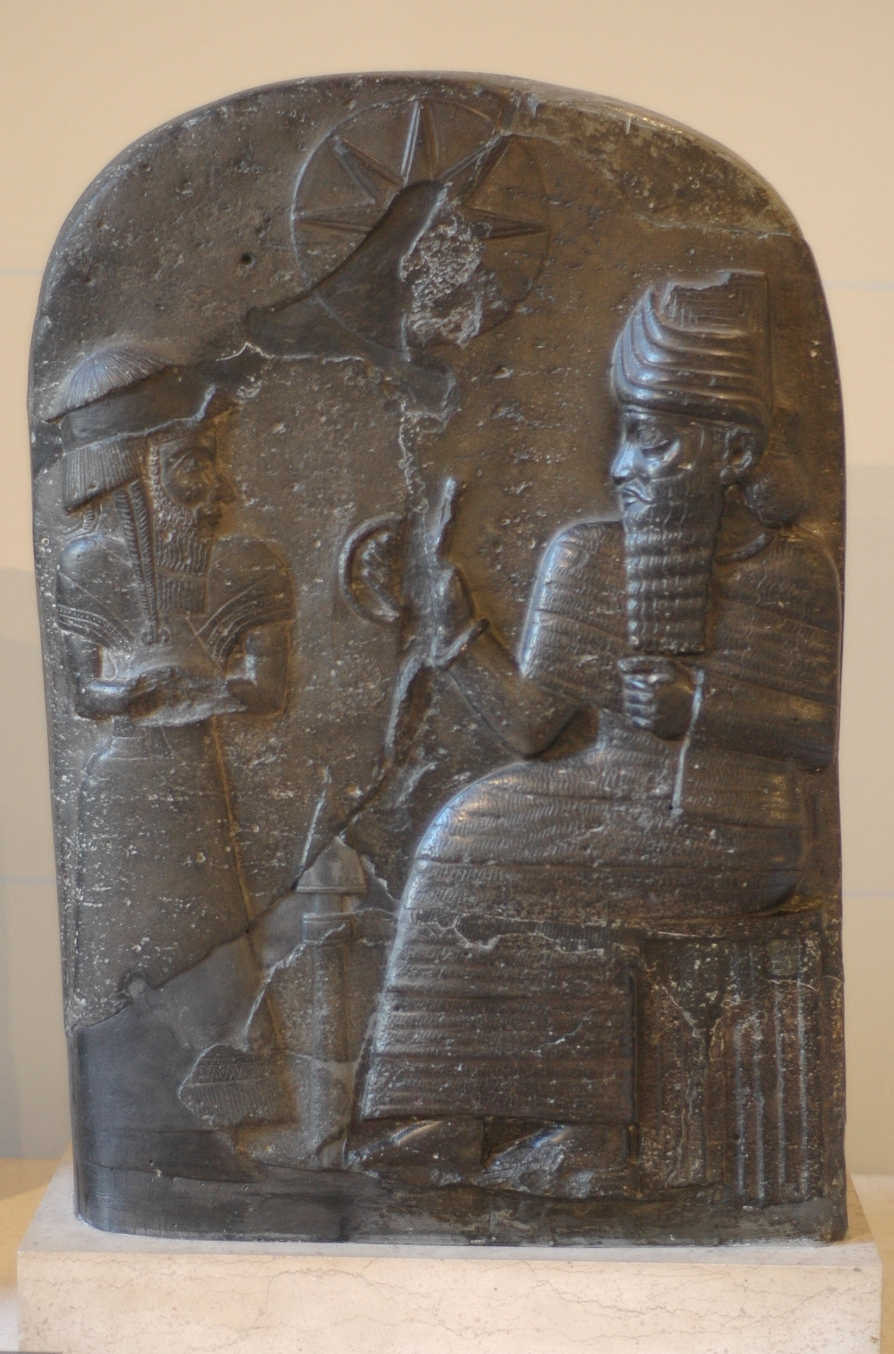
نسخة من شَواهد حمورابي التي اغتصبها مَلك عيلام شوتروك ناحونتي الأول، تم مسح الشاهدة جزئيًا فقط ولم تتم إعادة نقشها مطلقًا.

في عهد حمورابي، اغتصبت بابل مَكانََت ولَقب «المَدينة المُقدسة» في جنوب بلاد ما بين النهرين من سابقتها نيبور. بَينما تحت حُكم خليفته سامسو إيلونا بدأت الإمبراطورية البابلية قصيرة العمر في الانهيار. في شمال بلاد ما بين النهرين، تم طرد كل من الأموريين والبابليين من آشور بواسطة بوزور سين وهو حاكم محلي يتحدث الأكادية، في نفس الوقت تقريبًا، تخلص الأكاديون الاصليون من الحكم البابلي الأموري في أقصى جنوب بلاد ما بين النهرين، وأسسوا سلالة سيلاند، في منطقة سومر القديمة تقريبًا. لَحَقَ خلفاء حمورابي غير الفعالين المزيد من الهزائم وفقدان الأراضي على أيدي الملوك الآشوريين مثل أداسي وبيل ابني، وكذلك سلالة سيلاند في الجنوب، وعيلام من الشرق، والكيشيين من الشمال الشرقي. وهكذا تحولت بابل بسرعة إلى المَدينة الصغيرة والثانوية التي كانت عليها ذات يوم عند تأسيسها.
حدث «انقلاب الرحمة» لسلالة حمورابي من الأموريين في عام 1595 قبل الميلاد، عندما نُهِبت بابل واحتلت من قبل الإمبراطورية الحثية القوية، وبذلك أنهت كل الوجود السياسي للأموريين في بلاد ما بين النهرين. ومع ذلك، لم يبق الحثيون المتحدثون بالهندو أوروبية، وسلموا بابل إلى حلفائهم الكيشيين، وهم شعب يتحدث لغة منعزلة، من منطقة جبال زاغروس. حكمت هذه الأسرة الكيشية بابل لأكثر من 400 عام وتبنت العديد من جوانب الثقافة البابلية، بما في ذلك قوانين حمورابي. حتى بعد سقوط الأسرة الامورية، كان حمورابي لا يزال يُذكر ويُبجل. 
عندما أغار الملك العيلامي شوتروك ناحونتي الأول على بابل عام 1158 قبل الميلاد وحمل العديد من الآثار الحجرية مَعه إلى عيلام، تم محو معظم النقوش الموجودة على هذه الآثار ونقشت عليها نقوش جديدة.  ومع ذلك، على الشَواهد التي تحتوي على قوانين حمورابي، تم محو أربعة أو خمسة أعمدة فقط ولم تتم إضافة أي نقش جديد.  بعد أكثر من ألف عام من وفاة حمورابي، ادعى ملوك سوهو، وهي أرض تقع على طول نهر الفرات، شمال غرب بابل، أنهم من سَلفه. 

### أكتشافت حديثة

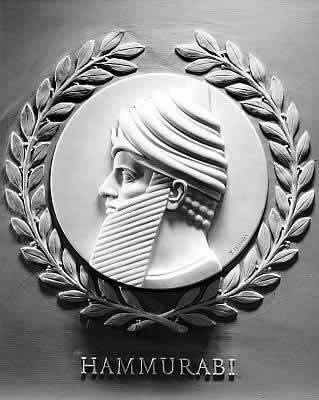
نقش بارز لحمورابي، مَوجود في قاعة مجلس النواب الأمريكي.

في أواخر القرن التاسع عشر، أصبحت شريعة حمورابي مركزًا رئيسيًا للنقاش في الجدل المحتدم في («بابل والكتاب المقدس») في ألمانيا حول العلاقة بين الكتاب المقدس والنصوص البابلية القديمة.  في يناير 1902، ألقى عالم الآشوريات الألماني فريدريش ديلتش محاضرة أمام القيصر وزوجته، حيث جادل بأن شريعة موسى في العهد القديم قد نُسخت مباشرة من شريعة حمورابي.  كانت محاضرة ديلتش مثيرة للجدل لدرجة أنه بحلول سبتمبر 1903، تمكن من جمع 1350 مقالة قصيرة من الصحف والمجلات، وأكثر من 300 مقال أطول، وثمانية وعشرون كتيبًا، كُتبت جميعها ردًا على هذه المحاضرة، بالإضافة إلى سابقتها عن قصة الطوفان في ملحمة جلجامش. كانت هذه المقالات تنتقد بأغلبية ساحقة ديلتش ، على الرغم من أن القليل منها كان متعاطفًا. نأى القيصر بنفسه عن ديليتش وآرائه الراديكالية، وفي خريف عام 1904، اضطر ديليتش لإلقاء محاضرته الثالثة في كولونيا وفرانكفورت بدلاً من برلين.  أصبحت العلاقة المفترضة بين شريعة موسى وشريعة حمورابي فيما بعد جزءًا رئيسيًا من حجة ديليتش في كتابه (الخداع الكبير) 1920-1921 بأن الكتاب المقدس العبري قد تلوث بشكل لا يمكن إصلاحه بالتأثير البابلي وذلك فقط من خلال القضاء على العهد القديم البشري تمامًا هل يمكن للمسيحيين أن يؤمنوا أخيرًا بالرسالة الآرية الحقيقية للعهد الجديد.  في أوائل القرن العشرين، اعتقد العديد من العلماء أن حمورابي هو أمرافل ، ملك شنعار في سفر التكوين 14: 1. تم رفض هذا الرأي الآن إلى حد كبير ،  ولم يتم إثبات وجود أمرافل في أي كتابات من خارج الكتاب المقدس.
بسبب سمعة حمورابي كمُشرع للقَوانين ، يمكن العثور على تصويره في العديد من المباني الحكومية في الولايات المتحدة. حمورابي هو واحد من 23 مشرعًا تم تصويرهم بنقوش رخامية بارزة في غرفة مجلس النواب الأمريكي في مبنى الكابيتول بالولايات المتحدة. إفريز بواسطة النَحات أدولف وينمان يصور «المشرعين العظماء للتاريخ»، بما في ذلك حمورابي ، على الجدار الجنوبي لمبنى المحكمة العليا الأمريكية. في زمن صدام حسين، تم تسمية فرقة حمورابي الأولى المدرعة بالجيش العراقي على اسم الملك كجزء من محاولة للتأكيد على العلاقة بين العراق الحديث وثقافات بلاد ما بين النهرين قبل العرب. كَذلك سمي الكوكب الصغير 7207 حمورابي على شرفه.

## مواضيع ذات صلة
- شريعة حمورابي

## روابط خارجية
- حمورابي على موقع الموسوعة البريطانية (الإنجليزية)
- حمورابي على موقع إن إن دي بي (الإنجليزية)